# Elezioni federali in Svizzera del 1999
Le elezioni federali in Svizzera del 1999 si sono tenute il 24 ottobre. Esse hanno visto una forte ascesa dell'Unione Democratica di Centro.

## Risultati

### Consiglio Nazionale
| Liste  | Liste                          | Voti      | %     | Seggi |
| ------ | ------------------------------ | --------- | ----- | ----- |
|        | Unione Democratica di Centro   | 440 158   | 22,34 | 44    |
|        | Partito Socialista Svizzero    | 438 555   | 22,26 | 51    |
|        | Partito Liberale Radicale      | 388 782   | 19,73 | 43    |
|        | Partito Popolare Democratico   | 309 119   | 15,69 | 35    |
|        | Partito Ecologista Svizzero    | 97 652    | 4,96  | 9     |
|        | Partito Liberale Svizzero      | 43 870    | 2,23  | 6     |
|        | Democratici Svizzeri           | 35 882    | 1,82  | 1     |
|        | Partito Evangelico Svizzero    | 35 674    | 1,81  | 3     |
|        | Unione Democratica Federale    | 24 356    | 1,24  | 1     |
|        | Partito del Lavoro             | 18 568    | 0,94  | 2     |
|        | Lega dei Ticinesi              | 17 118    | 0,87  | 2     |
|        | Partito Svizzero della Libertà | 16 886    | 0,86  | –     |
|        | Anello degli Indipendenti      | 14 439    | 0,73  | 1     |
|        | Solidarietà                    | 9 138     | 0,46  | 1     |
|        | Partito Cristiano Sociale      | 8 212     | 0,42  | 1     |
|        | Lista Alternativa              | 6 257     | 0,32  | –     |
|        | Altri                          | 47 116    | 2,39  | –     |
| Totale | Totale                         | 1 970 303 | 100   | 200   |

### Consiglio degli Stati
| Liste | Seggi | +/- |
| ----- | ----- | --- |
| UDC   | 7     | +2  |
| PSS   | 6     | +1  |
| PLR   | 18    | +1  |
| PPD   | 15    | -1  |